# Wormmon
Wormmon (ワームモン?) è un Digimon di livello intermedio del media franchise giapponese Digimon, che comprende anime, manga, giocattoli, videogiochi, carte collezionabili ed altri media.
"Wormmon" è il nome che condividono tutti i membri di questa particolare specie Digimon. Ci sono numerosi Wormmon diversi che appaiono in varie serie anime e manga di Digimon.
L'apparizione più conosciuta di Wormmon è quella nell'anime Digimon Adventure 02 come Digimon partner di Ken Ichijouji.
Il Wormmon di Digimon Adventure 02 appare anche in uno dei film relativi alla serie.
Wormmon è doppiato in giapponese da Naozumi Takahashi e in italiano da Nanni Baldini in Digimon Adventure 02  e  da Edoardo Stoppacciaro in Digimon Adventure: Last Evolution Kizuna.

## Aspetto e caratteristiche
Il nome "Wormmon" deriva parzialmente dalla parola inglese "worm", che significa "verme", e dal suffisso "-mon" (abbreviazione di "monster") che tutti i Digimon hanno alla fine del loro nome. "Wormmon" significa quindi "mostro simile ad un verme".
Wormmon è una creatura molto simile ad un verme di colore verde, con dieci zampe, cinque per ogni lato del suo corpo, ognuna terminante con un grosso artiglio rosso. Ha occhi azzurri, lunghe antenne verdi, una bocca viola che si apre verticalmente ed un segno, anch'esso rosso, al centro della fronte. È chiaramente un verme di tipo Annelida, poiché il suo corpo è formato da diverse sezioni. Infine, questo termina in una coda, che presenta due artigli molto simili a quelli presenti sulle sue zampe. Curiosamente, sembra avere un Anello del Male intorno al corpo, ma chiaramente non è così. Ken potrebbe aver preso ispirazione da questa caratteristica di Wormmon per elaborare i suoi Anelli del Male.
Come i veri insetti, Wormmon ha la capacità di aderire alle superfici e può generare seta dalla sua bocca. Si dice che Wormmon sia in grado di digievolvere al livello campione quando il suo potere raggiunge il culmine, così che un giorno questa fragile larva sia in grado di digievolvere in un potente insetto. Wormmon è il primo Digimon di tipo virus che nell'anime diventa il Digimon di un Digiprescelto.

## Apparizioni
Wormmon è un personaggio principale di Adventure 02 ed appare anche nel film dedicato alla serie Diaboromon Strikes Back!.
Wormmon, così come Veemon, Hawkmon e Armadillomon, è un Digimon proveniente dall'antichità e che è in grado di armordigievolvere grazie al potere delle Digiuova.
La storia di Wormmon inizia quando un giovane Ken Ichijouji viene risucchiato a Digiworld per la prima volta tramite il computer di suo fratello. Ken e Ryō Akiyama, un altro bambino incontrato a Digiworld, viaggiano con i loro Digimon attraverso il deserto di Digiworld, dove combattono e sconfiggono Millenniummon. In punto di morte, Millenniummon rilascia i Semi delle Tenebre ed uno di essi penetra nella base del collo di Ken.
La volta successiva in cui Wormmon incontra Ken, il ragazzo assume i panni dell'Imperatore Digimon. Anche se Ken, come Imperatore Digimon, tratta Wormmon in modo crudele, il Digimon partner decide comunque di rimanere al suo fianco dimostrando la sua amicizia e lealtà. Tuttavia, quando Kimeramon viene infine creato ed inizia a generare una lunga striscia di distruzione in tutto il mondo digitale, Wormmon decide alla fine di fare un ultimo tentativo per salvare Ken, disobbedendogli. Wormmon conduce quindi Davis e Veemon al Digiuovo dei Miracoli, che permette a Veemon di armordigievolvere Magnamon. Ken si rifiuta ancora di arrendersi e, con Magnamon sulla via della sconfitta contro Kimeramon, Wormmon ricorre a misure estreme e trasferisce tutta la sua energia vitale a Magnamon. Ciò conferisce a Magnamon abbastanza potere per eliminare Kimeramon, tuttavia ciò avviene a costo della vita di Wormmon. Quest'ultimo nobile gesto, in ogni caso, è abbastanza per fare finalmente capire a Ken tutti i suoi comportamenti malvagi e per rinnegarli completamente.
Wormmon rinasce sotto forma di Digiuovo nella Città della Rinascita e si riunisce al suo partner Ken quando questi decide di rispettare fino in fondo la promessa fatta a Wormmon di essere sempre buono e gentile. Ken quindi giura di riparare ai danni causati da lui stesso, ma scopre di essere stato solo usato da Arakenimon per erigere gli Obelischi di Controllo. Dopo che Ken si libera del suo alter ego malvagio, Wormmon guadagna l'abilità di digievolvere al suo livello campione, Stingmon. Inoltre, poco dopo, Wormmon sblocca anche l'abilità della DNAdigievoluzione con ExVeemon.
In Diaboromon Strikes Back!, Veemon (nella forma di Imperialdramon) riesce a raggiungere la forma di Imperialdramon Paladin Mode dopo che Omnimon dona il suo potere ad Imperialdramon.

## Altre forme
Il nome "Wormmon" si riferisce solo alla forma di livello intermedio di questo Digimon. Durante la serie, Wormmon riesce a digievolvere in un certo numero di forme più potenti, ognuna con nome ed attacchi speciali diversi. Tuttavia, il livello intermedio è la sua forma di preferenza, nonché quella in cui passa la maggior parte del tempo, a causa della più alta quantità di energia richiesta per rimanere ad un livello più alto.
Wormmon condivide un'altra DNAdigievoluzione con Veemon, DinoBeemon, in cui Wormmon è predominante. Questa forma non viene però mostrata nell'anime. Wormmon dispone anche di un'Armordigievoluzione, Pucchiemon, che avviene grazie al potere del Digiuovo della Bontà, ma appare solo in uno dei Drama-CD dedicati ad Adventure 02.

### Leafmon
Leafmon (リーフモン) è la forma al livello primario di Wormmon. Il nome "Leafmon" deriva dalla parola inglese "leaf", che vuol dire "foglia". Il suo nome è dovuto alla sua lunga coda, la cui estremità assomiglia molto ad una grossa foglia. È un Digimon verde di forma sferica con due piccole orecchie sulla testa, gote rosa ed un ciuccio rosa in bocca. Come la maggior parte dei Digimon di livello primario, Leafmon ha piccoli occhi neri.
Leafmon appare per la prima volta nell'episodio di Adventure 02 "Di nuovo insieme", quando Ken lo trova alla Città della Rinascita dopo la morte di Wormmon. Appare anche quando Paildramon perde così tanta energia che Wormmon e Veemon non riescono più a rimanere al livello intermedio, anche se ciò non avviene più quando i due megadigievolvono in Imperialdramon grazie ad uno dei dodici Digicuori Iridescenti di Azulongmon, permettendo a Wormmon e Veemon di rimanere al livello intermedio nonostante il livello di evoluzione raggiunto e l'energia persa. Quando Ken si libera del suo alter ego malvagio, Wormmon ritorna da Ken in questa forma, digievolvendo susseguentemente in Minomon.

### Minomon
Minomon (ミノモン) è la forma al livello primo stadio di Wormmon. Il nome "Minomon" proviene dalla parola giapponese "minomushi", che si riferisce alla forma larvale di un insetto chiamato "minoga", appartenente alla famiglia delle Psychidae. Minomon assomiglia ad un piccolo Digimon verde che fuoriesce da un bozzolo spinoso molto simile ad una pigna marrone. Ha ancora occhi neri e le sue orecchie si sono leggermente allungate. Inoltre, ora ha una lunga antenna sulla testa e due piccole zampe. La sua bocca è uguale a quella di Wormmon, ma ora è di colore rosa.
Minomon appare a volte quando Wormmon è costretto a dedigievolvere dopo una battaglia particolarmente difficile, oppure se regredisce in Leafmon e poi digievolve nuovamente nel mondo reale.

### Stingmon
Stingmon (スティングモン) è la Digievoluzione al livello campione di Wormmon. Il nome "Stingmon" deriva dalla parola inglese "sting", che significa "pungiglione". Stingmon è un Digimon insetto di colore verde, con avambracci, cosce e piedi neri. Sul suo volto sono presenti solo gli occhi, grandi e rossi, ed un segno giallo al centro della fronte. Ha due lunghe antenne verdi e rosse che si dipartono dalla sua testa ed una criniera rossa. Ha grossi spuntoni neri sulle spalle, mentre sugli avambracci sono presenti due pungiglioni, da cui probabilmente viene il suo nome, e sul dorso sono presenti quattro ali estraibili. Ha cinque lunghi artigli su ogni mano e due più grossi su ogni piede.
Stingmon appare quando Arakenimon inizia il suo regno del terrore creando falsi Digimon dagli Obelischi di Controllo. Inizialmente, Stingmon e Ken lavorano da soli per distruggere questi Digimon e gli Obelischi stessi, ma alla fine si uniscono agli altri Digiprescelti. La prima apparizione di Stingmon avviene nell'episodio "Un salvataggio inatteso", in cui un Thunderballmon creato dagli Obelischi attacca la Città della Rinascita.
Contrariamente alla sua forma di livello intermedio, Stingmon è un combattente formidabile, con una personalità fredda e controllata.

### Paildramon
Paildramon (パイルドラモン) è un Digimon di livello evoluto, DNAdigievoluzione di ExVeemon (forma campione di Veemon) e Stingmon, combinando le caratteristiche e gli attributi di un Digimon drago e di uno insetto. Il nome "Paildramon" viene dalla parola "pail", ovvero la parola inglese "pile" traslitterata in maniera diversa. "Pile" è l'abbreviativo di "pile driver", ovvero "perforatrice, trivellatrice". Deriva anche da "dra", abbraviativo per "dragon", che sta ad indicare un Digimon di tipo drago. Il nome Paildramon può quindi tradursi come "mostro drago perforatore", probabilmente in riferimento alla sua tecnica Fuoco a Ripetizione, che agisce proprio come una perforatrice. Alcune parti riconoscibili di questo Digimon sono le ali, le gambe e la coda di ExVeemon e le mani ed il corpo di Stingmon.
Veemon e Wormmon sono i primi dei Digimon prescelti di seconda generazione a raggiungere la DNAdigievoluzione nell'episodio "L'unione fa la forza". Quando la ex base di Ken minaccia di esplodere, Arakenimon prova a fermare i Digiprescelti con un Okuwamon creato da lei. Ken è disposto a sacrificare la sua vita per rimediare ai danni causati da lui stesso, ma Davis riesce a convincerlo a superare tutto ciò che ha fatto in passato e a continuare a vivere. In quell'istante, quando i cuori di Davis e Ken battono all'unisono, ExVeemon e Stingmon riescono ad unirsi e formare Paildramon.
Paildramon è abbastanza forte da distruggere Okuwamon e fermare la detonazione della base di Ken. Per un po' di tempo, Paildramon è l'unico Digimon di livello evoluto nella squadra dei Digiprescelti ed è un alleato di valore nella loro lotta contro Arakenimon, Mummymon e, successivamente, BlackWarGreymon.

### Imperialdramon
Imperialdramon (インペリアルドラモン ドラゴンモード Imperialdramon Dragon Mode) è la Digievoluzione al livello mega di Paildramon. Il nome "Imperialdramon" deriva dalla parola inglese "imperial", ad evidenziare la maestosità e la grandezza di questo Digimon, e da "dra", abbraviativo per "dragon", che sta ad indicare un Digimon di tipo drago. Per differenziarlo dalle sue altre forme spesso ci si riferisce a lui come Imperialdramon Dragon Mode.
Nell'episodio "La nascita di Imperialdramon", Paildramon riceve un grande aumento di potere grazie ad uno dei dodici Digicuori Iridescenti di Azulongmon. Ciò gli permette di digievolvere al suo livello mega: Imperialdramon. Il potere irradiante della Digievoluzione permette anche a Poromon e Upamon di arrivare ai loro livelli intermedi e ripristina l'abilità dei Digimon prescelti di prima generazione di digievolvere nuovamente al livello evoluto (o al livello mega, nel caso di Agumon e Gabumon).
Nell'episodio "Viaggio in America e a Hong Kong", Imperialdramon trasporta l'intera squadra dei Digiprescelti in giro per il mondo così da permettergli di aiutare i Digiprescelti degli altri paesi a radunare i Digimon rinnegati apparsi improvvisamente sulla Terra. In "Viaggio in Messico e in Russia", Imperialdramon arriva giusto in tempo per aiutare Sora e Yolei a combattere contro una mandria di Mammothmon in Russia.

#### Imperialdramon Fighter Mode
Imperialdramon Fighter Mode (インペリアルドラモン・ファイターモード) è una forma di livello mega alternativa ad Imperialdramon. L'Assetto da Combattimento conferisce ad Imperialdramon una forma più umana. Pare che in questa forma la capacità di attacco di Imperialdramon sia triplicata.
Questa forma viene raggiunta per la prima volta nell'episodio "L'avversario". Quando compaiono il malvagio Digimon Demon e le sue Armate di Demon, Imperialdramon viene paralizzato dall'attacco di SkullSatamon subito dopo la sua Digievoluzione, corrompendo i suoi dati. Per liberare Imperialdramon, i Digimon prescelti originali regrediscono dal livello evoluto a quello intermedio e donano l'energia rimanente ad Imperialdramon, attivando il Cambio di Assetto.
Imperialdramon Fighter Mode successivamente elimina SkullSatamon, partecipa alla battaglia contro Demon, aiuta WarGreymon a sconfiggere BlackWarGreymon e infine distrugge MaloMyotismon. In Diaboromon Strikes Back! il Digimon appare per combattere Armageddemon dopo essere stato colpito dai missili lanciati dalla sua schiena, ma non riesce a sconfiggerlo nemmeno con la Luce Suprema, finché Omnimon non dona la sua energia e permette ad Imperialdramon Fighter Mode di cambiare assetto in Paladin Mode.

#### Imperialdramon Paladin Mode
Imperialdramon Paladin Mode (インペリアルドラモン・パラディンモード) è una forma alternativa ancora più potente di Imperialdramon, ottenuta dopo che Omnimon trasferisce la propria energia ad Imperialdramon Fighter Mode nel film Diaboromon Strikes Back!.
Nel quarto film dedicato al mondo dei Digimon, Imperialdramon Fighter Mode è intento a combattere Armageddemon usando il suo attacco Luce Suprema. Tuttavia, il Digimon non è abbastanza forte e rimane gravemente ferito nel contrattacco del Digimon malvagio. Omnimon, anch'egli gravemente ferito e praticamente fatto a pezzi dalle fruste laser di Armageddemon, trasferisce la sua energia rimanente ad Imperialdramon. Le braccia di Omnimon si separano dal corpo principale e regrediscono nuovamente in Agumon e Gabumon, mentre il suo corpo diviene la spada "Omni Sword". Imperialdramon Fighter Mode, afferrando la spada con le sue ultime forze, diventa Imperialdramon Paladin Mode e sconfigge Armageddemon caricandolo e poi trafiggendo il suo muso con la Omni Sword, generando quindi una esplosione sonica che trasforma Armageddemon in milioni di Kuramon, i quali vengono assorbiti dai cellulari delle persone che assistono allo scontro e poi imprigionati nell'Omni Sword.

## Accoglienza
Laura Thornton di CBR ha classificato Ken e Wormmon come la migliore coppia della serie Adventure 02. Daniel Kurkland di Screen Rant ha classificato Imperialdramon Paladin Mode come il quarto Digimon più potente dell'intero franchise. Fiction Horizon ha classificato Imperialdramon Paladin Mode come il sesto Digimon più potente. Secondo WatchMojo, Imperialdramon Paladin Mode è il quinto Digimon più potente del franchise, Imperialdramon Fighter Mode il secondo miglior Digimon nato da una fusione mentre Imperialdramon il quinto miglior Digimon in generale. Oskar O.K. Strom di Honey's Anime ha considerato Wormmon come l'ottavo Digimon più carino. Robby dello stesso sito ha considerato Stingmon come l'ottavo Digimon con il design più bello mentre Paildramon si è classificato al primo posto.
In un sondaggio sulla popolarità di Digimon risalente al 2020, Paildramon è stato votato come il settimo Digimon più popolare.